# Ibrohim Nazarov
Ibrohim Nazarov (Ибрагим Назаров), (ur. 17 kwietnia 1988) – uzbecki pływak, uczestnik igrzysk olimpijskich w Pekinie.

## Występy na igrzyskach olimpijskich
Nazarov tylko raz występował na igrzyskach. W Pekinie wystartował na dystansie 200 m stylem dowolnym. W wyścigu eliminacyjnym zajął 6. miejsce z czasem 1:56,27 min. Czas ten nie pozwolił mu awansować do dalszej rywalizacji. Został sklasyfikowany łącznie na 54 miejscu.